# Lunca (Vânători-Neamț), Neamț
Lunca este un sat în comuna Vânători-Neamț din județul Neamț, Moldova, România.